# Гарагуля, Людмила Семёновна
Людмила Семёновна Гарагуля (род. 1934) — советский и российский учёный-геолог-мерзловед, доктор геолого-минералогических наук (1984), профессор (1989), заслуженный профессор МГУ (2012). Заслуженный деятель науки Российской Федерации (1995). Лауреат Государственной премии Российской Федерации в области науки и техники (1992) и Премии Правительства Российской Федерации в области науки и техники (2008).

## Биография
Родилась 10 декабря 1934 года в Запорожье в семье служащих.
В 1952 году окончила Запорожскую среднюю школу. В 1958 году окончила геологический факультет Московского государственного университета окончила факультет по специальности «мерзлотоведение» и была распределена на работу в Институт географии АН СССР.
С 1958 по 1972 годы — старший инженер, начальник партии, младший научный сотрудник и старший научный сотрудник геологического факультета МГУ.
С 1960 по 1965 годы училась на заочной аспирантуре геологического факультета МГУ, а в 1965 году защитила кандидатскую диссертацию на тему: «Методика мерзлотных исследований россыпных месторождений с неглубоким залеганием россыпи (на примере дражных полигонов Северо-Енисейского района)».
В 1972 по 1977 годы работала заведующей сектором Лаборатории по исследованию взаимодействия газопроводов с окружающей средой, сооружаемых в области вечной мерзлоты Всесоюзного научно-исследовательского института по строительству магистральных трубопроводов (ВНИИСТ). С 1977 года — доцент кафедры геокриологии, геологического факультета, с 1983 года — заведующая лабораторией криогенной геодинамики на кафедре геокриологии МГУ.
В 1983 году защитила докторскую диссертацию на тему: «Прогноз и оценка антропогенных изменений мерзлотных условий (на примере равнинных территорий)». В 1989 году получила звание профессора. В 2012 году Л.
С. Гарагуле было присвоено почётное звание заслуженный профессор МГУ
Л. С. Гарагуля известна в России и за рубежом как ведущий специалист в области геокриологии и как крупный учёный, участвующий в решении фундаментальных и прикладных проблем криогенной геодинамики, мерзлотного прогноза, экологической геокриологии. Под её руководством на протяжении десятков лет проводились геокриологические исследования в Якутии, Западной и Восточной Сибири, на Северо-Востоке и Прибайкалье, на трассе БАМ, где были внедрены все ее теоретические и практические разработки. Л. С. Гарагулей опубликовано более 150 научных работ, в том числе 7 монографий, 7 учебников и учебно-методических пособий. Монография, созданная на основе ее докторской диссертации, переведена и издана в КНР. Л.С. Гарагуля является членом диссертационного совета при Московском университете, членом редколлегии журнала «Геоэкология»

## Награды
- Заслуженный деятель науки Российской Федерации (1995 — «а заслуги в научной деятельности»)
- Государственная премия Российской Федерации в области науки и техники (1992)
- Премия Правительства Российской Федерации в области науки и техники (2008)